# 圣加大肋纳主教座堂 (果阿)
圣加大肋纳主教座堂（葡萄牙語：Sé Catedral de Santa Catarina）是天主教果亚暨达曼总教区的主教座堂，也是印度第一個主教座堂，位于果阿旧城，供奉亚历山大的加大肋纳，是果阿最古老、最有名的宗教建筑。

## 圖集

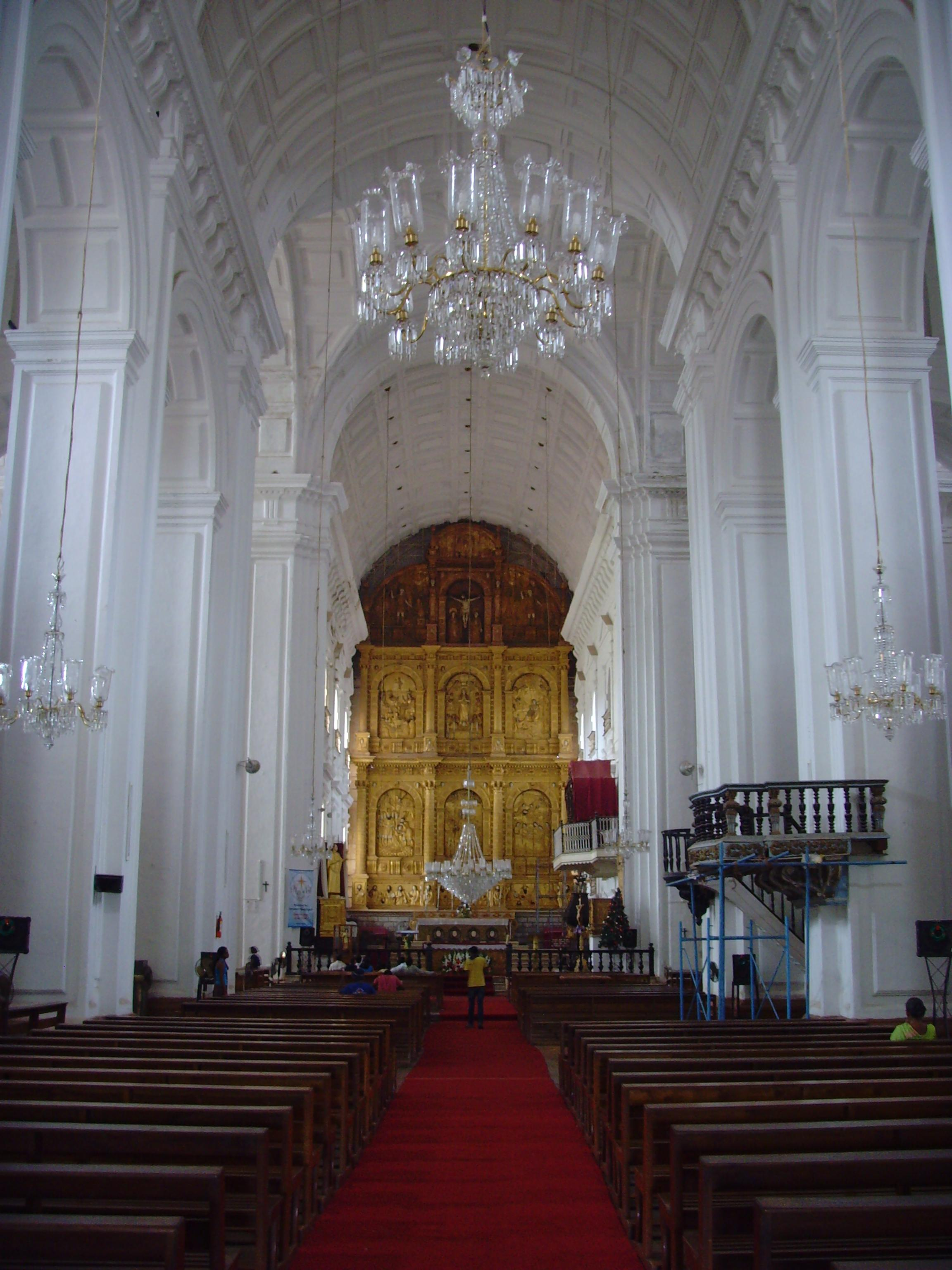
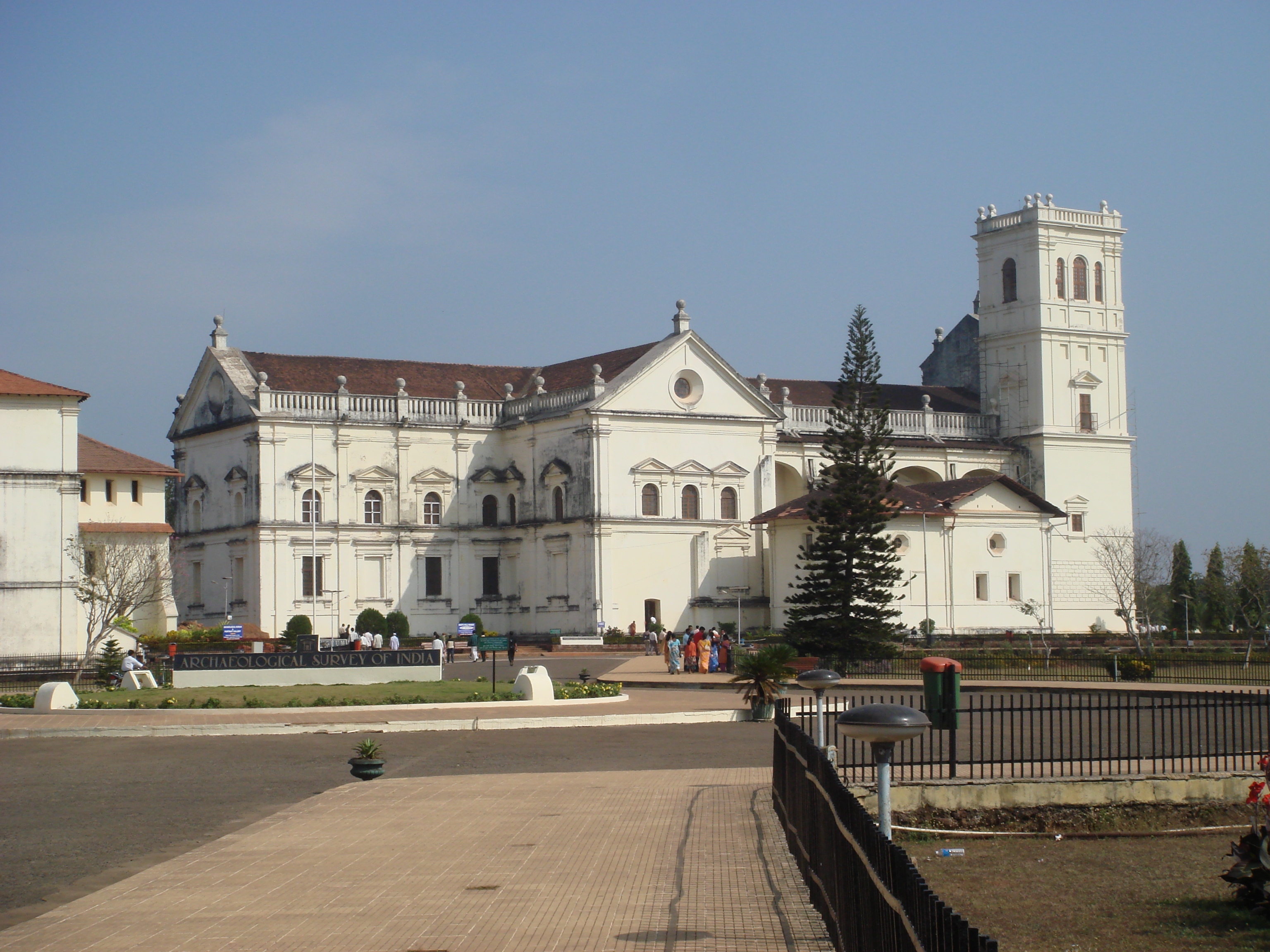
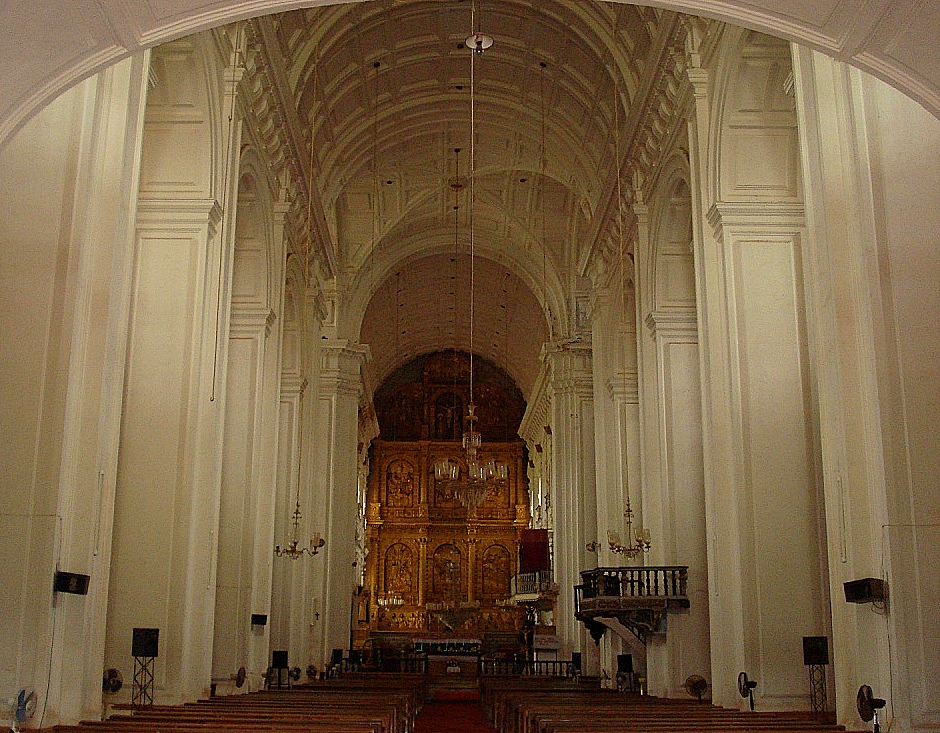